# رباعي بلا ربان (التجديف)

رمز الرباعي بلا ربان

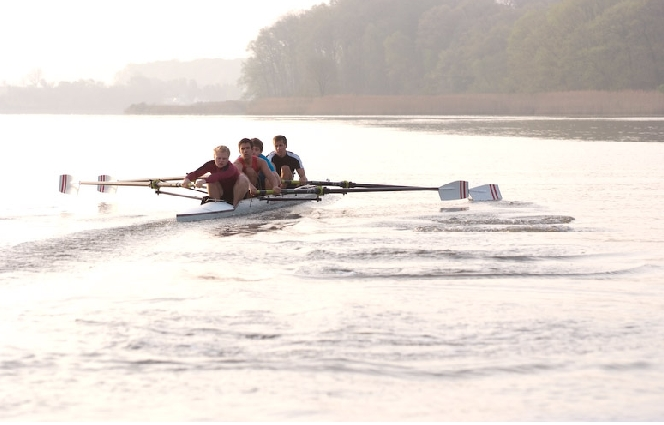
طاقم من كلية واشنطن في قارب مكون من أربعة أفراد بلا ربان

رباعي بلا ربان هو قارب تجديف يستخدم في رياضة التجديف التنافسي. وهي مصممة لأربعة أشخاص يدفعون القارب بمجاديف متبادلة غير متماثلة.
يتكون الطاقم من أربعة مجدفين، لكل منهم مجداف واحد يوجد مجدفان على الجانب الأيمن واثنان على الجانب الأيسر لا يوجد ربان، ولكن يتم التحكم في الدفة بواسطة أحد أفراد الطاقم، وعادةً ما يتم توصيل كابل الدفة بأقدام احدهم، مع تحريك الكابل إلى اليسار أو اليمين. غالبا يكون المجدف في المقدمة، والذي لديه أفضل رؤية عند النظر من فوق كتفه. يسمى القارب المكافئ عندما يتم توجيهه بواسطة ربان بـ «رباعي مع ربان».
قوارب السباق (تسمى غالبًا بالإنجليزية "shells" بمعنى أصداف) طويلة وضيقة وبشكل عام شبه دائرية في المقطع العرضي لتقليل الاحتكاك. أساسا كانت القوارب تصنع من الخشب، إلى انه حديثا غالبا ما تصنع من مادة مركبة (عادةً من البلاستيك المقوى بألياف الكربون) لمزايا القوة والوزن. هذه الفئة من القوارب لها زعنفة باتجاه الخلف، للمساعدة في منع التدحرج والانعراج. يتم توزيع مثبتتات المجاديف بالتناوب على طول القارب بحيث تنطبق القوى بشكل غير متماثل على كل جانب من جوانب القارب.
إذا تم تجديف القارب بواسطة المجدفين، كل منها بمجذافين، فإن الفئة تسمى المجذاف الرباعي. في المجذاف الرباعي تتوزع المجاديف بشكل متماثل. أما قوارب المجاديف غير المتماثلة يجب أن تكون أكثر صلابة، وبالتالي يتطلب المزيد من التدعيم، مما يعني أنه يجب أن يكون أثقل من قارب المجذاف المكافئ. ومع ذلك، لا تستطيع معظم أندية التجديف تحمل بدن كبير مخصص بأربعة مقاعد، والتي نادراً ما تستخدم وبدلاً من ذلك تختار بشكل عام تعدد الاستخدامات في أسطولها باستخدام قوارب أقوى يمكن تزويدها اما بالمثبتات المتماثلة أو الغير متماثلة
«رباعي بلا ربان» هي إحدى الفئات المعترف بها من قبل الاتحاد الدولي للتجديف  وهي حدث في الألعاب الأولمبية.